# 1985 v hudbě
Tento článek obsahuje události související s hudbou, které proběhly v roce 1985.

## Události
- 11.–20. ledna – poprvé se konal Rock in Rio
- V březnu byla založena skupina Guns N' Roses
- 13. června – Live Aid, jedna z největších hudebních akcí všech dob

## Zemřeli
- 28. února David Byron
- 29. července Petr Sepeši

## Alba
- domácí
  - Citron – Plni energie
  - Greenhorns – Mistr čas
  - Ivo Jahelka – Soudili se
  - Hana Zagorová – Sítě kroků tvých
  - Helena Vondráčková – Sprint
  - Karel Gott – Muzika
  - Karel Plíhal – Karel Plíhal
  - Olympic – Kanagom
  - Spirituál kvintet – Šlapej dál

- zahraniční
  - Arcadia – So Red the Rose
  - AC/DC – Fly on the Wall
  - AUAA – Sun City
  - Barry Manilow – Manilow
  - Bob Dylan – Empire Burlesque
  - Dead Can Dance – Spleen and Ideal
  - Eddie Jobson – Theme of Secrets
  - Freddie Jackson – Rock Me Tonight
  - Isley Jasper Isley – Caravan of Love
  - John Fogerty – Centerfield
  - Maze – Ca't Stop the Love
  - Modern Talking – The 1st Album
  - Morris Day – Color of Succsess
  - Iron Maiden – Live After Death
  - Kiss – Asylum
  - Kool and the Gang – Emergency
  - Yngwie Malmsteen – Marching Out
  - Marillion – Misplaced Childhood
  - Pat Metheny Group – The Falcon and the Snowman
  - Midnight Oil – Species Deceases
  - Modern Talking – The First Album
  - Modern Talking – Let's Talk About Love
  - Mötley Crüe – Theatre of Pain
  - New Order – Low-life
  - Nick Cave & The Bad Seeds – The Firstborn Is Dead
  - Tom Paxton – One Million Lawyers and Other Disasters
  - Prince – Around the World in a Day
  - Red Hot Chili Peppers – Freaky Styley
  - R.E.M. – Fables of the Reconstruction
  - Todd Rundgren – A Cappella
  - Rush – Power Windows
  - The Smiths – Meat Is Murder
  - Mike Oldfield – The Complete Mike Oldfield
  - Nick Mason a Rick Fenn – Profiles
  - R.E.M. – Fables of the Reconstruction
  - Sade – Promise
  - Scritti Politti – Cupid & Psyche 85
  - Simple Minds – Once Upon a Time
  - The Sisters of Mercy – First and Last and Always
  - Ta Mala & the Seen – Ta Mala & the Seen
  - John Cale – Artificial Intelligence
  - Nico – Camera Obscura
  - The Jesus and Mary Chain – Psychocandy
  - Elton John – Ice on Fire
  - Howard Jones – Dream into Action
  - Bobby Womack – So Many Rivers
  - Neil Young – Old Ways
  - Zapp – New Zapp IV U
  - ZZ Top – Afterburner

Viz též Kategorie:Alba roku 1985

## Hity
- domácí
  - Michal David – Poupata
  - Michal David, Pavel Horňák a Markéta Muchová – To se oslaví
  - Elán – Stužková
  - Elán – Zaľúbil sa chlapec
  - Karel Gott a Darinka Rolincová – Zvonky štěstí
  - Dalibor Janda – Hurikán
  - Peter Nagy – Marcel z malého mesta
  - Peter Nagy – Sme svoji
  - Natural – Já na to mám
  - Olympic – Jako zamlada
  - Olympic a Petra Janů – Není nám už sedmnáct
  - Michal Tučný – Všichni jsou už v Mexiku
  - Natural – Já na to mám

- zahraniční
  - A-ha – Take on Me
  - Baltimora – Tarzan Boy
  - Bruce Springsteen – Glory Days
  - Bruce Springsteen – My Home Town
  - Bryan Adams – Heaven
  - DeBarge – Rhythm Of The Night
  - Depeche Mode – Shake The Disease
  - Dire Straits – Money for Nothing
  - Don Henley – The Boys Of Summer
  - Duran Duran – A View To A Kill
  - Eddie Murphy – Party All The Time
  - Elton John – Nikita
  - Foreigner – I Want To Know What Love Is
  - Freddie Jackson – Rock Me Tonight
  - Freddie Jackson – You are my Lady
  - Glenn Frey – The Heat Is On
  - Harold Faltermeyer – Axel FIs
  - Huey Lewis & The News – The Power Of Love
  - Isley Jasper Isley – Caravan of Love
  - Jesse Johnsons Revue – Be Your Man
  - Jesse Johnsons Revue – Can You Help Me
  - John Cougar Mellencamp – Small Town
  - John Parr – St. Elmo's Fire
  - Kool and the Gang – Cherish
  - Kool and the Gang – Fresh
  - Madonna – Crazy For You
  - Maze – Back in Stride Again
  - Midge Ure – If I Was
  - Modern Talking – Cheri, Cheri Lady
  - Murray Head – One Night In Bangkok
  - Paul Young – Everytime You Go Away
  - Pat Benatar – We Belong
  - Phil Collins – One More Night
  - Phil Collins – Sussudio
  - Phillip Bailey & Phil Collins – Easy Lover
  - Ready For The World – Oh, Sheila
  - Tears For Fears – Everybody Wants To Rule The World
  - Tears For Fears – Shout
  - The Go-Gos – Head Over Heels
  - Tina Turner – We Don't Need Another Hero
  - USA for Africa – We Are The World
  - Mr. Mister – Broken Wings
  - Murray Head – One Night In Bangkok
  - Wham! – Careless Whisper
  - Wham! – Everything She Wants
  - Sade – Smooth Operator
  - Sandra – Maria Magdalena
  - Sandra – In the heat of the night
  - Starship – We Built This City
  - Wham! – Careless Whisper
  - Wham! – Everything She Wants
  - Bobby Womack – I Wish He Didn't Trust Me So Much
  - Stevie Wonder – Part-Time Lover
  - Zapp – Computer Love

## Hudební film
- domácí
  - Co takhle svatba, princi?
- zahraniční
  - Live Aid